# 送元二使安西
『送元二使安西』（元二の安西に使いするを送る、げんじのあんせいにつかいするをおくる）は、唐の詩人・王維が詠んだ七言絶句。王維の代表作の一つであり、古くから離別の送別詩として名高い。中国や日本において、送別の宴席で「陽関三畳」としてしばしば詩吟される。

## 本文
| 送元二使安西   | 送元二使安西                                                                    | 送元二使安西                                       |
| -------------- | ------------------------------------------------------------------------------- | -------------------------------------------------- |
| 渭城朝雨浥輕塵 | 渭城の朝雨 軽塵を浥し いじょうのちょうう けいじんをうるおし                     | 渭城のまちに降った朝の雨が、ほこりを洗いおとし     |
| 客舍青青柳色新 | 客舍青青 柳色新たなり かくしゃせいせい りゅうしょくあらたなり                   | 客舍（やど）の柳が青々として目にしみる             |
| 勸君更盡一杯酒 | 君に勧む 更に尽くせ一杯の酒 きみにすすむ さらにつくせいっぱいのさけ             | さあ君よ、さらに酒の杯を重ねたまえ                 |
| 西出陽關無故人 | 西のかた陽関を出づれば 故人無からん にしのかたようかんをいづれば こじんなからん | 遥か西へ陽関の外に出れば、知己友人もないだろうから |

「塵」「新」「人」で押韻する。

## 解釈

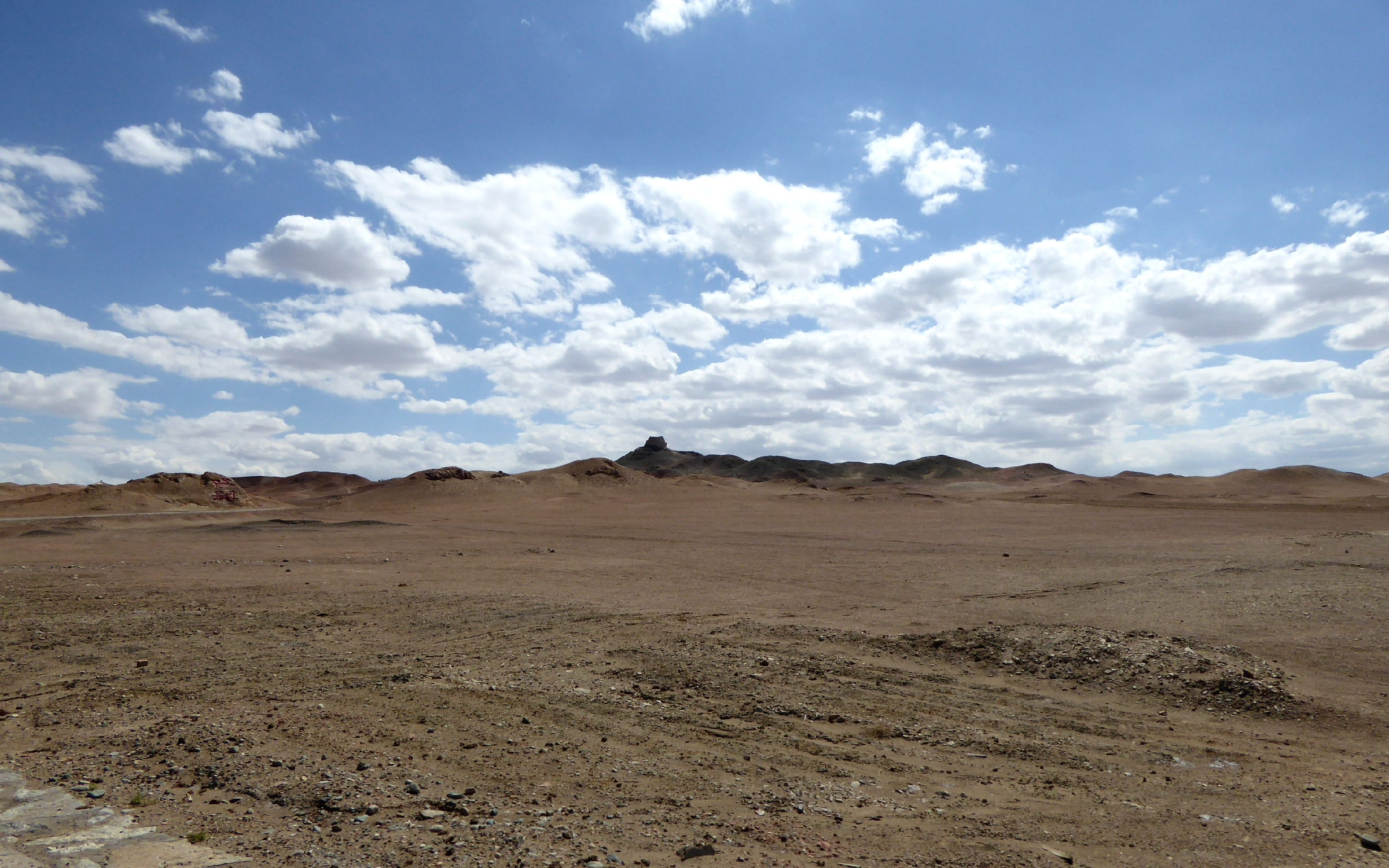
陽関より西には砂漠が広がる

官命により長安から遥かな塞外の地である安西へと再会も期し難いような使いの旅に出る友人の元二を見送る詩である。
詩題の「元二」が誰かは今に伝わっておらず不明である。詩人の元結とする説もあるが、根拠は乏しい。「二」は排行で、元氏一族の同列の世代で二番目の年長者であったことを示す。かつての中国では名で呼ぶのを避けて字（あざな）や排行で呼ぶ習慣があり、排行はもっぱら親しい間柄で使われたことから、王維と近しい関係にあった者と考えられる。
「安西」は、太宗の貞観年代に天山山脈以南の西域と折衝にあたるため安西都護府が置かれた地で、行政・軍事の拠点となる都護府はかつては吐魯番（トルファン、現在の新疆ウイグル自治区）にあったが、王維の頃にはさらに西の庫車（クチャ）へ移転していた。長安から直線距離でも2,500キロメートルあり、当時としてはまさに隔絶の地である。
起句
- 「渭城」 - 秦代の咸陽の地にあたり[6]、長安の西北25キロ[13]、渭水を挟んで北岸にあった[8]。南を渭水に接することからこの名があり[13]、この頃には長安の衛星都市になっていた[14]。西域へ行く場合は必ずここを通ることになるため[12]、当時は西域へ旅立つ人を親しい人がここまで見送り[8][4]、渭水に沿って立ち並んだ旅館で[6]一夜の別宴を設けるのが習わしだった[15]。その後、旅人はさらに渭水沿いに西へ向かい、河西回廊、酒泉、敦煌と進み、その南の陽関を経て西域に入った[6]。
- 「浥」 - 「潤」「湿」などに同じ[4]。

承句
- 「客舍」 - 旅館[12]。
- 「青青」 - 「客舍」でなく「柳」にかかる[12]。
- 「柳」 - 当時は送別の際、残る側が柳の枝を折って旅立つ側に贈ったり、『折楊柳』（せつようりゅう）を歌ったりする風習があり[15]、詩において柳は別れの景物となった[4][16]。柳の枝はしなやかで曲げても必ず「戻る」という含みを持った[16]縁起物であり[8]、また「柳」（りゅう）は「留」、つまり叶うなら相手を留めたいという一種の掛詞（いわゆる双関隠語）でもあった[15]。柳の枝を輪にして渡すこともあり、この場合「環」を「還」（帰る）にかけたものとなる[17]。
- 「新」 - 『楽府詩集』など宋代・元代の古い本では「春」とするテキストが多い[14]。元代の『陽春白雪』所収の大石調陽関三畳詞が「柳色新」と作っているところからして、「春」から「新」に置き換わったのは歌唱の影響と考えられる[13]。また「青青柳色新」を「依依楊柳春」とするテキストもある[14]。

転句
- 「更」 - 昨夜から今朝まで宴を催してなお、まだ惜別の情を尽くしきれない王維の心情を示すキーワードとして重要である[15][1]。

結句
- 「陽関」 - 敦煌の南西130里にあった関城で[12]、玉門関とともに西域に通じる関所となっていた[1]。玉門関の陽（みなみ）に位置したことから陽関と呼ばれた[4]。
- 「故人」 - 故（ふる）くからの友人、親友[4]。

前半は、夜を徹して飲み明かした翌朝の清爽な屋外風景を静かに詠む。春雨が折よく旅路の黄塵を清め、柳の鮮やかな緑が酔眼に眩しい。後半は一転、旅立つ友人へ語りかける調子となる。これからの艱難辛苦の旅路を思いやり、さあもう一杯と名残惜し気な作者の友情を詠む。

## 制作
元二なる人物が勅命により長安から安西都護府へ出立するにあたり、王維が友人として渭城で見送った際に詠んだ詩である。この詩は世評が高かった割に同時代のアンソロジー集『国秀集』や『河嶽英霊集』に収録されておらず、天宝12戴（753年、53歳時）以降の作か。
王維は敦煌に行ったことは無いが、手前の涼州には行った経験があった。

## 影響
この詩は王維の代表作の一つであると共に、離別の詩として極めて著名であり、「渭城曲」「陽関曲」と称して別れの宴席で詩吟される定番の詩となっている。王維の生前ないし死後まもなくからはるか現在に至るまで、中国では広く送別の際にこの詩が吟じられている。日本でも最も愛誦される唐詩の一つであり、少なくとも20世紀末ではまだ中高年の送別会でこの詩がしばしば吟じられていた。
この詩を吟じる際にはフレーズを三度繰り返すことから「陽関三畳」と言われるが、どの句をどのように繰り返すかには諸説ある。第二・三・四句を二回ずつ繰り返す、あるいは第四句のみ三回繰り返すという二説が有力だが、他にも全体を三度繰り返すなど、定説はない。北宋の頃には既に一定していなかったようであり、こうした吟唱法のブレは、この詩が広範に愛唱されてきた証左ともいえる。日本では第四句を「西のかた陽関を出（いず）れば故人無からん。無からん、無からん、故人無からん」、あるいは逆に「無からん、無からん、故人無からん。西のかた陽関を出れば故人無からん」と吟じるのが一般的である。
『楽府詩集』では隋唐の雑曲の類である近代曲辞に「渭城曲」という名で収められており、既に唐代においてこの詩に曲を付して送別の宴席で盛んに唄われたことが劉禹錫や白居易の作品に見えるが、唐代の曲は失なわれ今に伝わっていない。しかし元代の楽譜は残っており、復元されている。
この詩は「陽関図」として画題にもなり、宋の方嶽の『深雪偶談』によるとそれは元は王維自身が描いたものだという。
白居易の『酒に対す五首』其四には「相い逢わば且（しばら）く酔いを推辞（すいじ）する莫（な）かれ、唄うを聴かん陽関第四声」という一節があり、この頃すでに陽関三畳が流布していたらしいと分かる。宋の陳剛中は、この詩を翻案した七言絶句『陽関詞』（ようかんのうた）を詠んでいる。
| 陽関詞         | 陽関詞                                                                                | 陽関詞                                     |
| -------------- | ------------------------------------------------------------------------------------- | ------------------------------------------ |
| 客舎休悲柳色新 | 客舎 悲しむを休めよ 柳色新たなるを かくしゃ かなしむをやめよ りゅうしょくあらたなるを | 旅館の柳の色が鮮やかなのを悲しむことはない |
| 東西南北一般春 | 東西南北 一般く春なり とうざいなんぼく おなじくはるなり                               | 東西南北 どこも春なのだ                    |
| 若知四海皆兄弟 | 若し四海皆兄弟なるを知らば もししかいみなきょうだいなるをしらば                       | もし世界の誰しもが兄弟だと分かれば         |
| 何處相逢非故人 | 何れの処か相い逢うて故人に非ざらん いずれのところかあいおうてこじんにあらざらん       | どこで誰に会おうと友人でない者はいない     |